# Lac D'Iberville
Pour les articles homonymes, voir Iberville.
Le lac D'Iberville est un plan d'eau douce du territoire non organisé de la Rivière-Koksoak, dans la municipalité régionale de comté géographique de Kativik, dans la région administrative du Nord-du-Québec, au Québec, au Canada.

## Géographie
Situé dans le parc national Tursujuq, le lac D'Iberville constitue le principal plan d'eau de tête de la Rivière Nastapoka au nord et alimente la Petite rivière de la Baleine au sud. Ce lac est situé à un peu plus de 200 km à l'est de la baie d'Hudson et à l'est du lac à l'Eau-Claire. La forme du lac d'Iberville s'avère complexe, car cette zone est parsemée de nombreux plans d'eau généralement interreliés et de cours d'eau.
Le lac D'Iberville est entouré des principaux plans d'eau suivants :
- côté nord :Petit lac des Loups Marins,
- côté ouest : lac Rousselin,
- côté sud : lac Saindon, Aupuschinikach Apchikupitich, Lenormand, Achikutach Ayichiskamukach, Bienville,
- côté est : lacs Amichinatwayack, Mondain et Dallenot.

Le lac d'Iberville affiche une longueur de 47 km et une largeur de 13 km. Il s'étend sur près de 151 km².

## Toponymie
Le "Northern Quebec et Labrador journals and correspondence", 1819-1835, édité par K. G. Davies, mentionnait à la page 339, dans une biographie de George Atkinson, une relation de voyage du 14 juillet 1816 «... to the region of Lac D'Iberville adn Upper Seal Lake».
La première "Nomenclature des noms géographiques de la province de Québec", publié en 1916, utilisait l'appellation "Lac Iberville" pour désigner ce plan d'eau. 
Les historiens considère que le terme "Iberville" a été attribué au lac en même temps que celui du "lac Bienville", localisé plus au sud. Ce dernier toponyme évoquait la mémoire de Jean-Baptiste Le Moyne, frère de Pierre Le Moyne d'Iberville. Le toponyme Lac d'Iberville évoque les exploits historiques de Pierre Le Moyne d'Iberville (1661-1706) à la baie d'Hudson. Ce dernier s'est particulièrement distingué lors de sa brillante campagne militaire de 1697, avec la participation de son frère Jean-Baptiste. Jadis, la variante toponymique "Lac Upper Seal" désignait le lac d'Iberville.
Le toponyme lac D'Iberville a été officialisé le 5 décembre 1968 à la Banque des noms de lieux de la Commission de toponymie du Québec.